# The Rocker
Pour les articles homonymes, voir Rocker.
Pour plus de détails, voir Fiche technique et Distribution.
The Rocker ou Le Rocker (au Québec) est un film américain réalisé par Peter Cattaneo, sorti en 2008.

## Synopsis
Un groupe du nom de Vesuvius se fait remarquer lors de l'un de leurs concerts par un producteur qui leur propose un contrat mais à condition de remplacer leur batteur du nom de Fish par un autre batteur, fils à papa. Le groupe accepte et Fish se retrouve délaissé, alors que son ancien groupe devient l'un des groupes de rock les plus connus. 20 ans plus tard, alors qu'il est renvoyé de son travail et de l'appartement de sa petite amie, il va chercher refuge chez sa sœur. Son neveu lui demande s'il veut jouer avec son groupe, ADD, lors du bal de fin d'année de son lycée car leur batteur a été renvoyé du même lycée. De là, ils vivent de nombreuses aventures hilarantes et se retrouvent au sommet de la gloire, allant même jusqu'à dépasser Vesuvius.

## Fiche technique
- Musique : Christopher Faizi
- Décors : Clive Thomasson
- Costumes : Christopher Hargadon
- Photographie : Anthony B. Richmond
- Production : Shawn Levy, Tom McNulty, Lyn Lucibello (coproducteur)
- Société de distribution : 20th Century Fox (États-Unis et France)
- Langue : anglais
- Dates de sortie : 
  - États-Unis, Canada : 20 août 2008
  - France : 7 janvier 2009

## Distribution
- Rainn Wilson (VF : Bruno Magne ; VQ : Patrick Chouinard) : Robert « Fish » Fishman
- Christina Applegate (VF : Véronique Soufflet ; VQ : Johanne Garneau) : Amanda Wood
- Teddy Geiger (VF : Stanislas Forlani ; VQ : Nicholas Savard L'Herbier) : Curtis
- Josh Gad (VF : Paolo Domingo ; VQ : Hugolin Chevrette) : Matt Gadman, le neveu de Robert
- Emma Stone (VF : Chloé Berthier ; VQ : Bianca Gervais) : Amelia
- Jeff Garlin (VF : Jean-Jacques Nervest ; VQ : Guy Nadon) : Stan
- Jane Lynch (VF : Emmanuelle Bondeville ; VQ : Claudine Chatel) : Lisa Gadman, la sœur de Robert
- Jason Sudeikis (VF : Lionel Tua ; VQ : Louis-Philippe Dandenault) : David Marshall
- Will Arnett (VF : Boris Rehlinger ; VQ : Daniel Picard) : Lex
- Bradley Cooper (VF : Thibaut Belfodil) : Trash
- Jane Krakowski (VF : Véronique Alycia) : Carol
- Samantha Weinstein (VF : Adeline Chetail) : Violet
- Demetri Martin (VF : Damien Ferrette) : Kip
- Aziz Ansari (VF : Damien Boisseau) : Aziz
- Mark Forward (en) (VF : Pascal Nowak) : Leon
- Vik Sahay : Byron
- Lonny Ross (en) : Sticks
- Jonathan Malen : Jeremy
- George Plimpton : Leon
- Jon Glaser (en) (VF : Yann Guillemot ; VQ : Antoine Durand) : Billy
- Laura DeCarteret : La mère d'Amélia
- Steve Adams : Le père d'Amélia
- Rebecca Northan : La mère de Jeremy
- Talia Russo : Amy
- Ennis Esmer : Barney
- Jon Cor : Paul
- Nick Spencer : Harry
- Ellie Knaus : Erica
- Simon Sinn : M. Lee

- Source : Voxofilm

## Sorties internationales
- États-Unis : 12 juin 2008
- Royaume-Uni : 24 juin 2008
- Canada : 20 août 2008
- Islande : 20 août 2008
- États-Unis : 20 août 2008
- Russie : 4 septembre 2008
- Italie : 19 septembre 2008
- Mexique : 19 septembre 2008
- Hongrie : 2 octobre 2008
- Argentine : 9 octobre 2008
- Australie : 9 octobre 2008
- Royaume-Uni : 17 octobre 2008
- Estonie : 31 octobre 2008
- Espagne : 7 novembre 2008
- Venezuela : 7 novembre 2008
- Pérou : 13 novembre 2008
- Norvège : 14 novembre 2008
- Suède : 14 novembre 2008
- Pologne : 5 décembre 2008
- France : 7 janvier 2009
- Allemagne : 29 janvier 2009